# Staniowice
Staniowice – wieś w Polsce położona w województwie świętokrzyskim, w powiecie jędrzejowskim, w gminie Sobków. Ma status sołectwa.
W latach 1975–1998 miejscowość administracyjnie należała do województwa kieleckiego.

## Integralne części wsi
| SIMC    | Nazwa     | Rodzaj    |
| ------- | --------- | --------- |
| 0270700 | Zakupniki | część wsi |

## Historia
Wieś lokowana co najmniej w wieku XII. W 1178 roku nazywane Stanzor .
W wieku XIX opisana jako wieś i folwark nad rz. Nidą w powiecie jędrzejowskim, gminie Sobków, parafii Chomentów, odległe 14 wiorst od Jędrzejowa, ma pokłady wapienia. 

W 1827 r. było tu 32 domy., 176 mieszkańców.

W 1887 r. folwark Staniowice posiadał rozległość mórg 1209: gruntów ornych i ogrodów mórg 410, łąk mórg 33, pastwisk mórg 38. Las stanowił mórg 330. Był też obszar sporny mórg 336 i nieużytki mórg 62.

Budynków murowanych 3, z drzewa 10; płodozmian 9-polowy, las nieurządzony.
Wieś Staniowice natomiast posiadała osad 37, mórg 322.
Wieś historycznie związana z opactwem cystersów w Sulejowie.

W akcie uposażenia cystersów sulejowskich przez Kazimierza Sprawiedliwego r. 1178 wymieniono w liczbie wsi Staniowice (Stanzor). 

Według registru poborowego powiatu chęcińskiego z r. 1508 wieś Staniowice w części i Nida, własność Stanisława Frykacza, płaciły poboru 2 grzywny i 2 grosze, W r. 1540 wieś Staniowice, w parafii Mokrsko, własność Rafała Ryterskiego, miała 3 kmieci na łanach i 3 pół łany, role folwark, sadzawkę, 2 zagrodników i łąki (Pawiński Kod.Malop., 484, 559, 560).,